# Ahmed Laamari
 (avril 2025).
Motif : Articles pas espacés d'au moins deux ans
- Archive Wikiwix
- Bing
- Cairn
- DuckDuckGo
- E. Universalis
- Gallica
- Google
- G. Books
- G. News
- G. Scholar
- Persée
- Qwant
- (zh) Baidu
- (ru) Yandex
- (wd) trouver des œuvres sur Wikidata

| 1. | Préciser le motif de la pose du bandeau. | Précisez le motif de la pose du bandeau en utilisant la syntaxe suivante : {{admissibilité à vérifier\|date=avril 2025\|motif=remplacez ce texte par le motif}}                    |
| 2. | Informer les utilisateurs concernés.     | Pensez à avertir le créateur de l'article, par exemple, en insérant le code ci-dessous sur sa page de discussion : {{subst:avertissement admissibilité à vérifier\|Ahmed Laamari}} |

Ahmed Laamari est un homme politique tunisien membre du parti Ennahdha.

## Biographie
De 1987 à 2011, Laamari a connu plus de neuf ans de détention pour son appartenance au parti Ennahdha.

## Arrestation
Le 3 mars 2023, Ahmed Laamari est arrêté et placé en détention provisoire pendant six mois, accusé de « constitution d'une organisation en vue de préparer et commettre le crime de sortie clandestine du territoire tunisien », notamment après que le juge d'instruction a déposé un mandat de dépôt contre lui ainsi que deux autres personnalités de son parti. Le tribunal de première instance de Gabès ordonne le 25 septembre de le libérer, sous condition qu'il reste dans le gouvernorat de Gabès dans l'attente d'un procès.
Une enquête est par ailleurs ouverte après qu'un co-détenu l'ait accusé de préparer un complot contre le président Kaïs Saïed depuis la prison avec Mehdi Ben Gharbia, un ancien député et homme d'affaires incarcéré. L'informateur se rétracte ensuit, mais le juge poursuit l'instruction du dossier.
Il est arrêté une seconde fois le 1er décembre 2023 à son domicile de Gabès par des agents de la Brigade antiterrorisme. Un juge d'instruction du pôle anti-terroriste du tribunal de première instance de Tunis l'inculpe le 14. Il est en outre poursuivi au nom de la loi anti-terroriste de 2015 et risque la peine de mort en cas de condamnation. Il est libéré le 25, arrêté le 26 et détenu à Ben Gardane. Le 27, il est condamné à trois mois et demi d'emprisonnement avec sursis pour avoir enfreint son interdiction de quitter le gouvernorat de Gabès. L'ouverture de son procès pour complot est par ailleurs fixée pour le 25 avril 2025.
Laamari a un diabète qui a causé une cataracte qui endommage sa vue. Celle-ci a mal été soignée pendant sa détention en 2023 et devait subir une opération oculaire. Il n'a cependant pas été autorisé à consulter un médecin spécialiste. 